# Horia Tecău
Horia Tecău (Brașov, 19 januari 1985) is een voormalig tennisspeler uit Roemenië. Hij was voornamelijk actief bij het herendubbel. In zowel 2010, 2011 en 2012 bereikte Tecău, met zijn Zweedse partner Robert Lindstedt, de Wimbledon dubbelspelfinale, die zij telkens verloren. In 2015 won hij eindelijk Wimbledon met dubbelpartner Jean-Julien Rojer. Beiden wonnen in 2017 ook de US Open. Met Bethanie Mattek-Sands won hij in 2012 het gemengddubbel op de Australian Open. Met Florin Mergea behaalde Tecău een zilveren medaille op de Olympische Zomerspelen 2016.

## Dubbelspel
| Legenda                       | Legenda               |
| ----------------------------- | --------------------- |
| Grand Slam                    |                       |
| Olympische Spelen             |                       |
| tot 2009                      | vanaf 2009            |
| Tennis Masters Cup            | ATP Finals            |
| ATP Masters Series            | ATP Tour Masters 1000 |
| ATP International Series Gold | ATP Tour 500          |
| ATP International Series      | ATP Tour 250          |

| Nr.                              | Datum             | Toernooi              | Ondergrond    | Partner           | Tegenstanders in finale                    | Score                         | Details |
| -------------------------------- | ----------------- | --------------------- | ------------- | ----------------- | ------------------------------------------ | ----------------------------- | ------- |
| Gewonnen finales herendubbel     |                   |                       |               |                   |                                            |                               |         |
| 1.                               | 16 januari 2010   | ATP Auckland          | Hardcourt     | Marcos Daniel     | Marcelo Melo Bruno Soares                  | 7-5, 6-4                      | Details |
| 2.                               | 10 april 2010     | ATP Casablanca        | Gravel        | Robert Lindstedt  | Rohan Bopanna Aisam-ul-Haq Qureshi         | 6-2, 3-6, [10-7]              | Details |
| 3.                               | 19 juni 2010      | ATP Rosmalen          | Gras          | Robert Lindstedt  | Lukáš Dlouhý Leander Paes                  | 1-6, 7-5, [10-7]              | Details |
| 4.                               | 18 juli 2010      | ATP Båstad            | Gravel        | Robert Lindstedt  | Andreas Seppi Simone Vagnozzi              | 6-4, 7-5                      | Details |
| 5.                               | 28 augustus 2010  | ATP New Haven         | Hardcourt     | Robert Lindstedt  | Rohan Bopanna Aisam-ul-Haq Qureshi         | 6-4, 7-5                      | Details |
| 6.                               | 6 februari 2011   | ATP Zagreb            | Hardcourt (i) | Dick Norman       | Marcel Granollers Marc López               | 6-3, 6-4                      | Details |
| 7.                               | 26 februari 2011  | ATP Acapulco          | Gravel        | Victor Hănescu    | Marcelo Melo Bruno Soares                  | 6-1, 6-3                      | Details |
| 8.                               | 9 april 2011      | ATP Casablanca (2)    | Gravel        | Robert Lindstedt  | Colin Fleming Igor Zelenay                 | 6-2, 6-1                      | Details |
| 9.                               | 17 juli 2011      | ATP Båstad (2)        | Gravel        | Robert Lindstedt  | Simon Aspelin Andreas Siljeström           | 6-3, 6-3                      | Details |
| 10.                              | 28 april 2012     | ATP Boekarest         | Gravel        | Robert Lindstedt  | Jérémy Chardy Łukasz Kubot                 | 7-6, 6-3                      | Details |
| 11.                              | 23 juni 2012      | ATP Rosmalen (2)      | Gras          | Robert Lindstedt  | Juan Sebastián Cabal Dmitri Toersoenov     | 6-3, 7-6(1)                   | Details |
| 12.                              | 15 juli 2012      | ATP Båstad            | Gravel        | Robert Lindstedt  | Alexander Peya Bruno Soares                | 6-3, 7-6(5)                   | Details |
| 13.                              | 19 augustus 2012  | ATP Cincinnati        | Hardcourt     | Robert Lindstedt  | Mahesh Bhupathi Rohan Bopanna              | 6-4, 6-4                      | Details |
| 14.                              | 28 april 2013     | ATP Boekarest (2)     | Gravel        | Maks Mirni        | Lukáš Dlouhý Oliver Marach                 | 4-6, 6-4, [10-6]              | Details |
| 15.                              | 22 juni 2013      | ATP Rosmalen (3)      | Gras          | Maks Mirni        | Andre Begemann Martin Emmrich              | 6-3, 7-6(4)                   | Details |
| 16.                              | 6 oktober 2013    | ATP Peking            | Hardcourt     | Maks Mirni        | Fabio Fognini Andreas Seppi                | 6-4, 6-2                      | Details |
| 17.                              | 9 februari 2014   | ATP Zagreb (2)        | Hardcourt (i) | Jean-Julien Rojer | Michal Mertiňák Philipp Marx               | 3-6, 6-4, [10-2]              | Details |
| 18.                              | 13 april 2014     | ATP Casablanca (3)    | Gravel        | Jean-Julien Rojer | Tomasz Bednarek Lukáš Dlouhý               | 6–2, 6–2                      | Details |
| 19.                              | 27 april 2014     | ATP Boekarest (3)     | Gravel        | Jean-Julien Rojer | Mariusz Fyrstenberg Marcin Matkowski       | 6-4, 6-4                      | Details |
| 20.                              | 21 juni 2014      | ATP Rosmalen (4)      | Gras          | Jean-Julien Rojer | Santiago González Scott Lipsky             | 6-3, 7-6(3)                   | Details |
| 21.                              | 3 augustus 2014   | ATP Washington        | Hardcourt     | Jean-Julien Rojer | Samuel Groth Leander Paes                  | 7-5, 6-4                      | Details |
| 22.                              | 28 september 2014 | ATP Shenzhen          | Hardcourt     | Jean-Julien Rojer | Samuel Groth Chris Guccione                | 6-4, 7-6(4)                   | Details |
| 23.                              | 5 oktober 2014    | ATP Peking (2)        | Hardcourt     | Jean-Julien Rojer | Julien Benneteau Vasek Pospisil            | 6-7(6), 7-5, [10-5]           | Details |
| 24.                              | 26 oktober 2014   | ATP Valencia          | Hardcourt (i) | Jean-Julien Rojer | Kevin Anderson Jérémy Chardy               | 6-4, 6-2                      | Details |
| 25.                              | 15 februari 2015  | ATP Rotterdam         | Hardcourt (i) | Jean-Julien Rojer | Jamie Murray John Peers                    | 3-6, 6-3, [10-8]              | Details |
| 26.                              | 12 juli 2015      | Wimbledon             | Gras          | Jean-Julien Rojer | Jamie Murray John Peers                    | 7-6(5), 6-4, 6-4              | Details |
| 27.                              | 22 november 2015  | ATP World Tour Finals | Hardcourt (i) | Jean-Julien Rojer | Rohan Bopanna Florin Mergea                | 6-4, 6-3                      | Details |
| 28.                              | 24 april 2016     | ATP Boekarest (4)     | Gravel        | Florin Mergea     | Chris Guccione André Sá                    | 7-5, 6-4                      | Details |
| 29.                              | 8 mei 2016        | ATP Madrid (1)        | Gravel        | Jean-Julien Rojer | Rohan Bopanna Florin Mergea                | 6-4, 7-6(5)                   | Details |
| 30.                              | 4 maart 2017      | ATP Dubai (1)         | Hardcourt     | Jean-Julien Rojer | Rohan Bopanna Marcin Matkowski             | 4-6, 6-3, [10-3]              | Details |
| 31.                              | 27 mei 2017       | ATP Genève            | Gravel        | Jean-Julien Rojer | Juan Sebastián Cabal Robert Farah Maksoud  | 2-6, 7-6(9), [10-6]           | Details |
| 32.                              | 25 augustus 2017  | ATP Winston-Salem (1) | Hardcourt     | Jean-Julien Rojer | Julio Peralta Horacio Zeballos             | 6-3, 6-4                      | Details |
| 33.                              | 8 september 2017  | US Open               | Hardcourt     | Jean-Julien Rojer | Feliciano López Marc López                 | 6-4, 6-3                      | Details |
| 34.                              | 3 maart 2018      | ATP Dubai (2)         | Hardcourt     | Jean-Julien Rojer | James Cerretani Leander Paes               | 6-2, 7-6(2)                   | Details |
| 35.                              | 25 augustus 2018  | ATP Winston-Salem (2) | Hardcourt     | Jean-Julien Rojer | James Cerretani Leander Paes               | 6-4, 6-2                      | Details |
| 36.                              | 12 mei 2019       | ATP Madrid (2)        | Gravel        | Jean-Julien Rojer | Diego Schwartzman Dominic Thiem            | 6-2, 6-3                      | Details |
| 37.                              | 27 oktober 2019   | ATP Bazel             | Hardcourt (i) | Jean-Julien Rojer | Taylor Fritz Reilly Opelka                 | 7-5, 6-3                      | Details |
| 38.                              | 20 juni 2021      | ATP Halle             | Gras          | Kevin Krawietz    | Félix Auger-Aliassime Hubert Hurkacz       | 7-6(4), 6-4                   | Details |
| Verloren finales herendubbel     |                   |                       |               |                   |                                            |                               |         |
| 1.                               | 23 mei 2009       | ATP Kitzbühel         | Gravel        | Andrei Pavel      | Marcelo Melo André Sá                      | 7-6(9), 2-6, [7-10]           | Details |
| 2.                               | 19 juli 2009      | ATP Stuttgart         | Gravel        | Victor Hănescu    | František Čermák Michal Mertiňák           | 5-7, 4-6                      | Details |
| 3.                               | 3 juli 2010       | Wimbledon             | Gras          | Robert Lindstedt  | Jürgen Melzer Philipp Petzschner           | 1-6, 5-7, 5-7                 | Details |
| 4.                               | 9 januari 2011    | ATP Brisbane          | Hardcourt     | Robert Lindstedt  | Lukáš Dlouhý Paul Hanley                   | 4-6, opg.                     | Details |
| 5.                               | 18 juni 2011      | ATP Rosmalen          | Gras          | Robert Lindstedt  | Daniele Bracciali František Čermák         | 3-6, 6-2, [8-10]              | Details |
| 6.                               | 3 juli 2011       | Wimbledon             | Gras          | Robert Lindstedt  | Bob Bryan Mike Bryan                       | 3-6, 4-6, 6-7(2)              | Details |
| 7.                               | 7 augustus 2011   | ATP Washington        | Hardcourt     | Robert Lindstedt  | Michaël Llodra Nenad Zimonjić              | 7-6(3), 6-7(3), [7-10]        | Details |
| 8.                               | 9 oktober 2011    | ATP Peking            | Hardcourt     | Robert Lindstedt  | Michaël Llodra Nenad Zimonjić              | 6-7(3), 6-7(4)                | Details |
| 9.                               | 19 februari 2012  | ATP Rotterdam         | Hardcourt (i) | Robert Lindstedt  | Michaël Llodra Nenad Zimonjić              | 6-4, 5-7, [14-16]             | Details |
| 10.                              | 13 mei 2012       | ATP Madrid            | Gravel        | Robert Lindstedt  | Mariusz Fyrstenberg Marcin Matkowski       | 3-6, 4-6                      | Details |
| 11.                              | 7 juli 2012       | Wimbledon             | Gras          | Robert Lindstedt  | Jonathan Marray Frederik Nielsen           | 6-4, 4-6, 6-7(5), 7-6(5), 3-6 | Details |
| 12.                              | 12 januari 2013   | ATP Sydney            | Hardcourt     | Maks Mirni        | Bob Bryan Mike Bryan                       | 4-6, 4-6                      | Details |
| 13.                              | 3 maart 2013      | ATP Delray Beach      | Hardcourt     | Maks Mirni        | James Blake Jack Sock                      | 4-6, 4-6                      | Details |
| 14.                              | 16 februari 2014  | ATP Rotterdam         | Hardcourt (i) | Jean-Julien Rojer | Michaël Llodra Nicolas Mahut               | 2-6, 6-7(4)                   | Details |
| 15.                              | 17 januari 2015   | ATP Sydney            | Hardcourt     | Jean-Julien Rojer | Rohan Bopanna Daniel Nestor                | 4-6, 6-7(5)                   | Details |
| 16.                              | 24 mei 2015       | ATP Nice              | Gravel        | Jean-Julien Rojer | Mate Pavić Michael Venus                   | 6-7(4), 6-2, [8-10]           | Details |
| 17.                              | 14 augustus 2016  | Olympische Spelen     | Hardcourt     | Florin Mergea     | Marc López Rafael Nadal                    | 2-6, 6-3, 4-6                 | Details |
| 18.                              | 21 augustus 2016  | ATP Cincinnati        | Hardcourt     | Jean-Julien Rojer | Ivan Dodig Marcelo Melo                    | 6-7(5), 7-6(5), [6-10]        | Details |
| 19.                              | 4 november 2018   | ATP Parijs            | Hardcourt (i) | Jean-Julien Rojer | Marcel Granollers Rajeev Ram               | 4-6, 4-6                      | Details |
| 20.                              | 17 februari 2019  | ATP Rotterdam         | Hardcourt (i) | Jean-Julien Rojer | Jérémy Chardy Henri Kontinen               | 6-7(5), 6-7(4)                | Details |
| 21.                              | 4 augustus 2019   | ATP Washington        | Hardcourt     | Jean-Julien Rojer | Raven Klaasen Michael Venus                | 6-3, 3-6, [2-10]              | Details |
| 22.                              | 7 maart 2021      | ATP Rotterdam         | Hardcourt (i) | Kevin Krawietz    | Nikola Mektić Mate Pavić                   | 6-7(7), 2-6                   | Details |
| 23.                              | 25 april 2021     | ATP Barcelona         | Gravel        | Kevin Krawietz    | Juan Sebastián Cabal Robert Farah Maksoud  | 4-6, 2-6                      | Details |
| 24.                              | 18 juli 2021      | ATP Hamburg           | Gravel        | Kevin Krawietz    | Tim Pütz Michael Venus                     | 3-6, 7-6(3), [8-10]           | Details |
| Gewonnen challengers herendubbel |                   |                       |               |                   |                                            |                               |         |
| 1.                               | 8 augustus 2004   | Timișoara             | Gravel        | Florin Mergea     | Marius Calugaru Ciprian Petre Porumb       | 6-3, 6-3                      |         |
| 2.                               | 9 september 2007  | Brașov                | Gravel        | Florin Mergea     | Adrian Cruciat Marcel-Ioan Miron           | 5-7, 6-3, [10-8]              |         |
| 3.                               | 2 maart 2008      | Cherbourg             | Hardcourt (i) | Florin Mergea     | Jean-Claude Scherrer Marcio Torres         | 7-5, 7-5                      |         |
| 4.                               | 15 juni 2008      | Milaan                | Gravel        | Yves Allegro      | Juan-Martin Aranguren Marc Fornell-Mestres | 6-4, 6-4                      |         |
| 5.                               | 6 juli 2008       | Constanța             | Gravel        | Florin Mergea     | Julio Silva Simone Vagnozzi                | 6-4, 6-2                      |         |
| 6.                               | 27 juli 2008      | San Marino            | Gravel        | Yves Allegro      | Fabio Colangelo Philipp Marx               | 7-5, 7-5                      |         |
| 7.                               | 9 november 2008   | Eckental              | Tapijt (i)    | Yves Allegro      | James Auckland Marcio Torres               | 6-3, 3-6, [10-7]              |         |
| 8.                               | 21 maart 2010     | Marrakech             | Gravel        | Ilija Bozoljac    | James Cerretani Adil Shamasdin             | 6-1, 6-1                      |         |

## Prestatietabel dubbelspel
| Legenda | Legenda                          |
| ------- | -------------------------------- |
| g.t.    | geen toernooi gehouden           |
| l.c.    | lagere categorie                 |
| –       | niet deelgenomen                 |
| G       | uitgeschakeld in de groepsfase   |
| 1R      | uitgeschakeld in de eerste ronde |
| 2R      | uitgeschakeld in de tweede ronde |
| 3R      | uitgeschakeld in de derde ronde  |
| 4R      | uitgeschakeld in de vierde ronde |
| KF      | uitgeschakeld in de kwartfinale  |
| HF      | uitgeschakeld in de halve finale |
| F       | de finale verloren               |
| W       | het toernooi gewonnen            |
| w-v     | winst/verlies-balans             |

| Grandslamtoernooien  |      |      |      |      |      |      |      |      |      |      |      |      |      |      |      |      |      |
| Australian Open      | –    | –    | 3R   | 2R   | 1R   | HF   | 2R   | 2R   | HF   | KF   | 3R   | 2R   | 1R   | 2R   | 3R   |      |      |
| Roland Garros        | –    | 2R   | 2R   | 1R   | KF   | 2R   | 2R   | 3R   | HF   | 2R   | 3R   | –    | KF   | 3R   | KF   |      |      |
| Wimbledon            | –    | –    | 3R   | F    | F    | F    | 3R   | 3R   | W    | 1R   | 1R   | –    | KF   | g.t. | 2R   |      |      |
| US Open              | –    | 2R   | 2R   | 3R   | –    | 3R   | 1R   | 3R   | KF   | 3R   | W    | 2R   | 1R   | HF   |      |      |      |
| ATP Finals           |      |      |      |      |      |      |      |      |      |      |      |      |      |      |      |      |      |
| ATP Finals           | –    | –    | –    | –    | G    | G    | –    | G    | W    | –    | G    | –    | G    | –    |      |      |      |
| ATP Masters 1000     |      |      |      |      |      |      |      |      |      |      |      |      |      |      |      |      |      |
| Indian Wells         | –    | –    | –    | –    | 1R   | 2R   | –    | 1R   | 1R   | 1R   | KF   | 2R   | KF   | g.t. |      |      |      |
| Miami                | 1R   | –    | –    | 1R   | KF   | 1R   | –    | 1R   | KF   | 1R   | 2R   | 2R   | 1R   | g.t. | KF   |      |      |
| Monte Carlo          | –    | –    | –    | –    | 2R   | 2R   | KF   | 1R   | 2R   | 1R   | 2R   | 2R   | 1R   | g.t. | 1R   |      |      |
| Hamburg              | –    | –    | l.c. | l.c. | l.c. | l.c. | l.c. | l.c. | l.c. | l.c. | l.c. | l.c. | l.c. | l.c. | l.c. | l.c. | l.c. |
| Madrid               | –    | –    | –    | 2R   | 1R   | F    | KF   | 2R   | 2R   | W    | 1R   | –    | W    | g.t. | 2R   |      |      |
| Rome                 | –    | –    | –    | –    | KF   | HF   | HF   | 1R   | KF   | 2R   | 1R   | –    | 1R   | 1R   | KF   |      |      |
| Montreal/Toronto     | –    | –    | –    | 2R   | 2R   | HF   | 2R   | KF   | KF   | HF   | 2R   | KF   | 2R   | g.t. | HF   |      |      |
| Cincinnati           | –    | –    | –    | 1R   | 2R   | W    | 2R   | KF   | KF   | F    | KF   | HF   | 1R   | KF   |      |      |      |
| Shanghai             | l.c. | l.c. | –    | 2R   | KF   | 2R   | 1R   | 2R   | 2R   | –    | HF   | 2R   | 2R   | g.t. |      |      |      |
| Parijs               | –    | –    | –    | 1R   | 2R   | 2R   | HF   | HF   | KF   | 2R   | HF   | F    | 1R   | –    |      |      |      |
| Olympische Spelen    |      |      |      |      |      |      |      |      |      |      |      |      |      |      |      |      |      |
| Olympische Spelen    | g.t. | –    | g.t. | g.t. | g.t. | 1R   | g.t. | g.t. | g.t. | F    | g.t. | g.t. | g.t. | g.t. | –    |      |      |
| Statistieken         |      |      |      |      |      |      |      |      |      |      |      |      |      |      |      |      |      |
| Totaal aantal titels | 0    | 0    | 0    | 5    | 4    | 4    | 3    | 8    | 3    | 2    | 4    | 1    | 2    | 0    | 1    |      |      |
| Eindejaarsranking    | 175  | 87   | 46   | 19   | 12   | 9    | 23   | 16   | 2    | 19   | 8    | 27   | 19   | 22   |      |      |      |